# Erebia dissimulata
Erebia dissimulata är en fjärilsart som beskrevs av B.C.S Warren 1931. Erebia dissimulata ingår i släktet Erebia och familjen praktfjärilar. Inga underarter finns listade i Catalogue of Life.